# Den tatuerade rosen
Den tatuerade rosen (engelska: The Rose Tattoo) är en amerikansk dramakomedi från 1955 i regi av Daniel Mann.
Filmen är baserad på Tennessee Williams pjäs med samma namn.

## Utmärkelser
Filmen vann bland annat tre Oscars 1956 och två Golden Globe Awards 1955.

## Roller i urval
- Anna Magnani - Serafina Delle Rose
- Burt Lancaster - Alvaro Mangiacavallo
- Marisa Pavan - Rosa Delle Rose
- Ben Cooper - Jack Hunter, sjöman
- Virginia Grey - Estelle Hohengarten
- Jo Van Fleet - Bessie
- Mimi Aguglia - Assunta
- Florence Sundstrom - Flora